# Moglena
Moglena (macedónul és románul: Meglen, görögül: Μογλενά Moglená, bolgárul Мъглен, törökül Karacova) régió Görögország és Észak-Macedónia határvidékén, Szalonikitől északra. Lakossága túlnyomórészt meglenoromán nyelvű vlach.
Két ortodox szent származott a területről: Moglenai Szent Aranka (Zlata Meglenska) és Moglenai Szent Hilarion püspök.
A vidék a második világháború idején a Pindoszi Fejedelemség és Macedón Vajdaság része volt.